# Георгій (Хризостому)
Митрополит Георгій (грец. Μητροπολίτης Γεώργιος в миру Георгіос Хризостому грец. Γεώργιος Χρυσοστόμου рід. 3 серпня 1964, Салоніки, Греція) — єпископ Елладської православної церкви (формально також Константинопольської православної церкви), митрополит Кітрускій, Катеринський і Платамонський (з 2014).

## Біографія
Народився 3 серпня 1964 року в Салоніках, в Греції, в родині Харлампа і Ірини Хризостому.
У 1986 році закінчив філософський факультет, а в 1990 році — богословський факультет арістотелівської університету в Салоніках. У 1989 році отримав ступінь з богослов'я, а в 1994 році — ступінь доктора філологічних наук в області візантійської літератури. Пізніше навчався у Франції і Італії. Його дисертація на тему "Ο Υμνογράφος Γεράσιμος Μοναχός Μικραγιαννανίτης και οι Ακολουθίες του σε Αγίους της Θεσσαλονίκης : Συμβολή στη μελέτη του βίου και του έργου του"була опублікована в 1997 році.
У 1989 році в Салоніках був висвячений в сан диякона, а в 1990 році — в сан пресвітера і служив в Салоніках. У 1995 році вступив до кліру Веррійскої, Наусської і Камбанійскої митрополії, де служив як Протосинкел.
З 1995 по 2007 рік він був викладачем у Вищій духовній академії в Салоніках спочатку як доцент, а потім штатним професором. Він працював запрошеним професором на богословському факультеті в Православному університеті Республіки Конго в 2010 році і в Академії теології в місті Києві в 2011 і 2013 роках.
27 лютого 2014 року рішенням Священного синоду ієрархії Елладської православної церкви обраний для висвячення в сан митрополита Кітруського, Катерінського і Платамонського.
1 березня 2014 був хіротонізований в архієрейський сан.
У вересні 2020 року захворів на коронавірус.